# Demografia Iordaniei
Iordania avea o populație de aproximativ 11 milioane de locuitori în 2021. Iordanienii (arabă أردنيون) sunt cetățenii Iordaniei. Aproximativ 98% dintre iordanieni sunt arabi, în timp ce restul de 2% sunt alte minorități etnice. Aproximativ 2,9 milioane erau non-cetățeni, o cifră incluzând refugiați, imigranți legali și ilegali. Rata anuală de creștere a populației Iordaniei a fost de 2,05% în 2017, cu o medie de trei copii pe femeie. În 2015, în Iordania existau 1.977.534 de gospodării, cu o medie de 4,8 persoane pe gospodărie.
Limba oficială este araba, în timp ce engleza este a doua cea mai vorbită limbă de iordanieni. De asemenea, este utilizat pe scară largă în comerț și guvern. În 2016, aproximativ 84% din populația Iordaniei trăiește în orașe urbane. Mulți iordanieni și oameni de origine iordaniană trăiesc în întreaga lume, în principal în Statele Unite, Emiratele Arabe Unite, Canada, Franța, Suedia și Spania.
În 2016, Iordania a fost numită cea mai mare țară gazdă de refugiați pe cap de locuitor din lume, urmată de Turcia, Pakistan și Liban. Regatul Iordaniei găzduiește refugiați în principal din Palestina, Siria, Irak și multe alte țări. Există, de asemenea, sute de mii de lucrători din Egipt, Indonezia și Asia de Sud, care lucrează ca lucrători casnici și în construcții.

## Definiție
Teritoriul Iordaniei poate fi definit prin istoria creării sale după sfârșitul Primului Război Mondial, Liga Națiunilor și redesenarea granițelor littoralului Mediteranei de Est. Deciziile care au urmat, în special Acordul Sykes-Picot, care a creat Mandatul britanic pentru Palestina. În septembrie 1922, Emirat al Transiordaniei a fost identificată oficial ca o subdiviziune a mandatului Palestinei după ce Liga Națiunilor a aprobat memorandumul transiordan⁠(d) britanic care prevedea că mandatul de la est de râul Iordan va fi exclus din toate dispozițiile referitoare la așezarea evreiască de la vest de râul Iordan.

## Demografia Iordaniei
Minoritățile din Iordania par diferite în anumite părți ale lumii arabe, mulți dintre cei care aparțin minorităților au adus o contribuție profundă și radicală la diferitele instituții ale statului, fără ca niciunul dintre ei să ridice vreo întrebare de niciun fel. După cum se știe că Rashid Tlei’ este primul prim-ministru din Emiratul Transiordaniei (1921), dar puțini iordanieni știu că el este druz, deoarece o astfel de informație poate părea secundară și din interesul oamenilor atâta timp cât omul (care este de origine libaneză) este arab și are patriotism și independență.
Când Said al-Mufti a devenit prim-ministru în 1952, nimeni nu credea că este un circasian dintr-o familie de imigranți din Rusia, iar accentul s-a pus în schimb pe un om de stat care a reușit să obțină aprobarea unanimă a Adunării Naționale, și nu a fost de mirare că această funcție i-a fost acordată de trei ori  fără ca aceasta să-i afecteze prezentarea ca lider circasian. Cât despre Saad Jumaa, care a preluat funcția de prim-ministru în 1967 .de două ori, într-o perioadă dificilă, care a fost martorul unor tulburări succesive în istoria contemporană a Iordaniei, mulți nu știau că este de origine kurdă și credeau că este primul prim-ministru să obțină încrederea unanimă a Camerei Reprezentanților.
Acest punct de vedere nu face diferența între un cetățean și altul pe baza sectei, rasei, naționalității sau religiei, ceea ce a aratat ca minoritatile sunt egale. 
Mare este o expresie pur descriptivă care se referă la număr și proporția acestuia și nu are nimic de-a face cu drepturile sau îndatoririle din apropiere sau de departe, deoarece iordanienii sunt egali în fața legii. Populația Iordaniei este estimată la aproximativ opt milioane, dintre care majoritatea sunt arabi descendenți din triburile care au migrat în regiune de-a lungul anilor.În plus, mai sunt și circasienii care sunt descendenți ai refugiaților musulmani ca urmare a invaziei țariste rusești din Caucazul în secolul al XIX-lea, și sunt cecenii care formează un grup Mai mic în comparație cu circasia. Există un număr mic de kurzi, druzi, armeni și baha'i.
Când se vorbește despre țări devorate de flăcările conflictelor și războaielor civile, Iordania, care este martoră la diversitatea etnică și religioasă, este menționată ca un stat avansat în omogenitatea structurii sociale, și fuziunea diferențelor în componentele sale, fără a aduce atingere libertatea credinței religioase, libertatea de asociere, libertatea de educație sau dreptul la muncă. Membrii minorităților se deplasează în spațiul public fără a se confrunta cu probleme de identitate iar formatiile lor folclorice participă la festivaluri culturale și artistice, pentru a-și exprima moștenirea într-un cadru de intimitate care îmbogățește culturasi viata sociala.

### Cerchezi
Iordanieni au constientizat a importanței îmbinării diferitelor componente și contopire a lor pentru a ajunge la un grad suficient de loialitate. Aici putem să observam o imagine a regilor Iordaniei  acestia  sunt deserviti  de cerchezi ca garzi speciale ale palatele regale pentru a fi asigurata securitatea. De obicei majoritatea membrilor acestei garzi trebuie să fie  alesi in majoritate  dintre cercasi, având în vedere loialitatea și onestitatea lor cunoscută. Acestia si au pastrat portul national cerchez ca uniforma  a gărzii regale fiind mandri de folclorul cirkasian! Membrii familiei regale au o relatie strânsă cu cikasieni, în special prințul Ali, care a realizat un videoclip cu circasienii in care participă la unul dintre dansurile lor folclorice.
Putem aminti zeci de personalități circasiene, precum: pionierul artist de teatru Ashraf Abaza, Shakib al-Daghestani, care a fost unul dintre primii profesori la Școala Gimnazială Salt, scriitoarea Zahra Omar, autoarea celebrului romanul „Ieșire din Susrouka”, și academicianul Lana Mamakog, care a preluat Ministerul Culturii, și Ihsan Shaqum, care a lucrat ca director general de radio și televiziune, poetul Faisal Qat, cunoscutul jurnalist scriitor Bater Wardam, internaționalul romancierul și regizorul de film Mohy El-Din Qandour, romancierul Muhammad Omar Azouqa, Nancy Bakir, care a ocupat Ministerul Culturii și funcția de secretar general adjunct al Ligii Statelor Arabe, și Alia Hatog, care a preluat Ministerul Turism și Mediu și Nabih Shaqum, actualul ministru al Culturii.
Balcanicii au o prezență importanta în rândul minorităților din Iordania, potrivit dr. Muhammad Al-Arnaout, profesor de istorie la Universitatea Internațională de Științe Islamice din Amman. Există o parte din circasienii care s-au stabilit în statul Kosovo (sudul Serbiei). și actuala Republică Kosovo) și au construit aproximativ cincizeci de noi sate după migrarea lor din patria lor inițială, dar odată cu izbucnirea războiului ruso-otoman (1877 d.Hr.) și forțele sârbe care ocupau  regiunea au migrat din nou în Asia Mică și Levant. . Când Austria a ocupat Bosnia în anul 1878 d.Hr., sute de mii de musulmani au emigrat în Imperiul Otoman, care i-a distribuit între statele sale. Unii dintre ei și-au reluat legătura cu patria lor originală după independența Bosniei. Dintre acesti copiii bosniaci  fac parte personalitati  în domeniile culturii și administrației se numără Abdul Rahman Bushnaq (1913-1999  membru al Academiei Limbii Arabe Iordaniene și fostul director general al Fundației Abdul Hameed Shoman.
Pe lângă aceste sute de bosniaci, Arnaout atrage atenția asupra unei mici minorități care se numără și în sutele de albanezi care au emigrat din patria lor după războiul balcanic (1912/1913 d.Hr.) și după ce Serbia a ocupat statul Kosovo, unde unii dintre ei s-au stabilit în Palestina și după 1948 au devenit parte a Iordaniei. La fel ca bosniacii, ei erau cunoscuți sub porecla Arnaout. Din ele au ieșit personalități cunoscute din administrație, medicină și educație, precum Nuri Shafiq, fostul ministru al Educației, și cunoscutul medic specialist în endocrinologie și diabet, Muhammad Al-Arnaout.

### Cecenii
Cecenii au migrat în Iordania din Grozny - Caucaz la sfârșitul secolului al XIX-lea. Lor le este atribuită construcția orașului Zarqa în istoria contemporană, iar numărul lor este de aproximativ zece mii de oameni. Ei s-au integrat în societate și au aderat la sistemul tradițiilor arabe și islamice, păstrând în același timp limba maternă „Nakh” sau „Dagestan Nakh”, și încă pastreaza obiceiurile și tradițiile lor care reflectă identitatea, personalitatea și mândria lor de naționalism, precum tradiția răpirii miresei cu acordul ei și împotriva voinței familiei sale, tradiție pe care o practică până în zilele noastre.Reprezentarea, ca expresie a barbatiei și a curajului.
Printre cele mai importante personalități cecene din Iordania se numără: Bahaa al-Din al-Shishani, primul primar al municipiului Zarqa (1928), Qasim Bolad, care a condus și municipalitatea Zarqa și a fost ales ca membru al Parlamentului, Said Bino, care a fost numit ministru al Lucrărilor Publice și a publicat o carte de referință despre Cecenia și Muhammad Bashir Ismail al-Shishani, care a fost numit ministru al Agriculturii și secretar al Capitalei, iar Samih Binou, care și-a asumat o funcție ministerială, au fost aleși în Camere. de Reprezentanți, și a fost ales în Consiliul Regelui (notabilii) și a fost primul director al Comisiei Anticorupție.

### Bahá'í
În ceea ce privește baha'i, aceștia s-au stabilit în Iordania de la sfârșitul secolului al XIX-lea (1890 d.Hrdupă ce au fugit de persecuția iraniană Qajar și, deși marea majoritate aparțin originilor iraniene, ei nu își exprimă propria subcultură și nu se consideră un grup etnic, ci mai degrabă face parte din țesătura societății iordaniene, în măsura în care nu are un costum folcloric care să o deosebească de altele.
Numărul baha'ilor, care sunt repartizați în toată țara, este estimat la aproximativ 1 000. În anii cincizeci ai secolului trecut, municipalitatea Irbid le-a alocat o parte din cimitirul islamic, iar la vremea aceea construiseră un școală și un loc de întâlnire și închinare în Adasiya ei numesc hambarul Ierusalimului, înainte de a construi o clădire similară în Amman, apoi o a treia clădire în Irbid la începutul anilor optzeci. De asemenea, au cimitire în zonele Tabarbour (Amman) și Adasiya (Aghwar), ceea ce indică o recunoaștere clară a acestei secte și libertatea acesteia de a-și exprima credința.
Potrivit cercetătorului și academicului Nisreen Akhtarkhauri, bahaișii renunță la participarea politică, dar sunt activi în afacerile publice și problemele societății civile și se concentrează pe motivarea tinerilor să se angajeze în serviciul comunităților locale.
Prezența baha’ilor este concentrată în zona Adasiya, iar aceștia sunt creditați cu dezvoltarea acesteia prin recuperarea unor suprafețe mari de teren și utilizarea unor mecanisme și metode agricole moderne, pe lângă introducerea unui număr de culturi care nu erau cunoscute în zonă, cum ar fi bananele, citricele și vinetele, care se numesc Ajami după ele.
Dintre profesorii de la Școala Gimnazială Al-Salt, s-au remarcat „mama școlilor din Iordania”, Hussein Rawhi și Ali Rawhi, care au contribuit la dezvoltarea programelor școlare și care au avut o relație bună cu regele Abdullah I. De asemenea, Mahmoud Seif al-Din al-Irani, pionierul nuvelei în Palestina și Iordania „prima sa colecție literară a fost publicată la începutul jumătății anului 1937 d.Hr.” a fost un Baha’i. Una dintre celebrele figuri Baha'i este și d. Nisreen Akhtarkhauri, care acum locuiește în Statele Unite ale Americii, unde lucrează într-o universitate de acolo, și este responsabilă de introducerea literaturii arabe găzduind scriitori arabi și traducându-le operele.

### Druzi
În ceea ce privește druzi (Bani Maarouf), unul dintre cei mai importanți oameni ai lor care au fost membri ai Partidului Istiqlal și care au venit în Iordania din Damasc după sfârșitul domniei Faisali; Fouad Selim, care a servit ca șef al Statului Major al Armatei, Prințul Adel Arslan, care a fost numit șef al Amiri Diwan, și Ajaj Noueihed, care a fost istoric, scriitor și traducător care a preluat conducerea Radio Arabă din Ierusalim în timpul Al Doilea Război Mondial, apoi Departamentul de Publicații și Publicare din Iordania, a cărui carte „Protocoale bătrânilor” a fost premiată Sion este foarte faimoasă. Așezarea druzilor ca grup în Iordania a început în 1918, când 22 de familii de druzi au sosit din Jabal al-Arab după ce turcii au părăsit zona și au locuit în palatul omeiazi din Oaza Azraq, înainte ca fiii lor să meargă să-și construiască casele. în jurul palatului.
Extracția și rafinarea sării de masă au fost printre cele mai importante surse de venit și au fost activi în înființarea de societăți caritabile și cooperative și de cluburi culturale și sportive, în special Forumul Cultural Azraq, care organizează anual Festivalul Azraq pentru Cultură și Artă. în vechiul castel Azraq. Cât despre armeni, numărul lor în Iordania este de aproximativ trei mii. Sunt creștini, iar majoritatea aparțin Bisericii Ortodoxe Armene, își păstrează și limba maternă, pe lângă faptul că vorbesc araba. Au un cartier pe numele lor în Jabal al-Ashrafiyeh din capitală.
În lumina celor de mai sus, se poate spune: Cultura arabă și islamică este încă cea dominantă și dominantă și este cea care dă societății iordaniene culoarea dominantă în a se prezenta lumii în ciuda diversității ciudate și aleatorii în formarea sa, si in paralel, minoritatile nu ezita sa se exprime in diferitele ocazii.Prin aderarea la portul folcloric, practicandu-i ritualurile mostenite la nunti si nunti, folosind limbile nationale in comunicarea intre membrii sai si reinviind obiceiurile si traditiile sale. în festivalurile sale artistice și culturale.

### Termenul minoritati in partea legistlativa a Iordaniei
Nofan Al-Ajarmeh, fost șef al Biroului pentru legislație .
Unii politicieni  numesc termenul (minorități) unui  numar de cetateni parte a societății iordaniene - în scopul punerii în aplicare a legii electorale această expresie este incorectă din punct de vedere legal astfel s-a  abandonat expresia (reprezentarea minorităților) din 1952, această expresie a fost folosită pentru prima dată în articolul (25) din Legea fundamentală a Emiratului Transiordaniei pentru anul 1928 și a fost refolosită în articolul (33) din Constituția Iordaniei din 1947. .
in Constituției Iordaniei din 1952 (problema reprezentării minorităților) este destinată să înlocuiască conceptul de cetățenie - ca bază pentru reglementarea drepturilor și îndatoririlor - cu orice alt concept precum rasă și religie și apartenența la stat, deci omisiunea problemei minorităților în constituția din 1995 a fost intenționată în sine, și nu o greșeală.
Pe lângă cele de mai sus, minoritatea are o concepție specifică în rândul juriștilor de drept internațional, unii au luat tendința numerică (această tendință determină minoritatea după numărul membrilor săi), care este tendința adoptată de Subcomisia de drept internațional pentru Minorități și discriminare rasială. Minoritatea, conform acestui concept, înseamnă un grup mai mic ca număr decât restul poporului. Un stat sau o parte a cetățenilor săi care diferă de restul poporului său în ceea ce privește sexul, religia sau limba se afla intr-o pozitie nedominanta. În consecință, minoritățile care se află într-o poziție dominantă în stat sunt excluse din cercul minoritar, cum ar fi minoritatea albă din Africa de Sud, care obișnuia să controleze majoritatea de culoare a populației indigene.
Unii au luat direcția obiectivă: în ceea ce privește diferențierea și contrastul dintre oamenii statului din punct de vedere al genului, religiei, limbii sau culturii. Termenul „minoritate” se referă la orice grup de persoane aparținând naționalității unui anumit stat, atunci când se deosebesc de majoritatea cetățenilor care alcătuiesc populația unui anumit stat din punct de vedere rasei, religiei sau limbii. Aceasta este direcția adoptată de Curtea Internațională de Justiție în avizul său consultativ privind școlile pentru minorități din Spania.
În sfârșit, tendința personală, întrucât susținătorii acestei tendințe depind în definirea conceptului de minoritate de un element pur personal bazat pe voință și sentimente, ceea ce înseamnă că originea existenței minorităților este atunci când există o dorință. între membrii săi să-și mențină convingerile personale care îi deosebesc de restul grupului, precum și loialitatea față de acest grup, adică este o chestiune legată sentimente si voința.
În consecință, constatăm că conceptul de minoritate cu orientările sale diferite (numerice, obiective sau personale) nu se aplică unor categorii de cetățeni care au contribuit la construirea statului, iar minoritatilor la nivel international le sunt garantate libertățile de bază precum libertatea credinței religioase, libertatea de asociere, libertatea la educație și dreptul la muncă.În epoca modernă au predominat ideile ideale precum ideea de toleranță religioasă și etnică. O barieră incluzivă între toți cetățenii statului, care este principiul egalității stipulat în articolul (6) din Constituție.Iordanienii sunt egali în fața legii, fără nicio discriminare în drepturi și îndatoriri, chiar dacă diferă ca rasă, limbă. sau religie.
Constitutia iordaniana a formulat ideea de egalitate din punct de vedere juridic, întrucât se concentreaza în jurul faptului că toți membrii societății se află în fața legii fără distincție sau excepție, indiferent dacă această lege determină un beneficiu (egalitatea). în bunuri publice sau impune o obligație (egalitatea în suportarea costurilor publice, adică legea ar trebui să fie generală și absolută, astfel încât să se aplice tuturor membrilor societății fără excepție și din moment ce este dificil pentru toți membrii societății să fie într-un singur loc). Centru pentru ca legea sa fie aceeasi pentru toti, s-a spus ca se poate ajunge cu egalitatea relativa care se aplica unui grup de indivizi Societatea care indeplineste conditiile cerute de lege.
În consecință, expresia (minoritate) nu poate fi acceptată.

## Muncitori străini
Iordania este o țară de emigrație, dar din anii șaptezeci este și o țară de primire a imigranților. Înstrăinarea intensivă a forței de muncă calificate iordaniene către Golf din 1973-1975 a permis ca aceasta să fie înlocuită cu forță de muncă națională mai puțin calificată (efectul deteriorării locurilor de muncă). A fost solicitată forță de muncă străină pentru sectoarele în expansiune precum construcțiile și agricultura. În paralel, creșterea veniturilor familiilor expatriate stimulează cererea mare de servicii precum munca casnică, care anterior era restrânsă la familiile bogate.Locuitorii săraci din lagărele palestiniene și din Valea Iordanului au fost înlocuiți cu servitori din Asia. Combaterea șomajului cetățenilor a devenit o prioritate națională de la revenirea expatriaților din cauza războiului din Golf, în timp ce procentul lucrătorilor străini oficiali (deținători de viză de muncă de la Ministerul Muncii) a crescut constant din 2002. Această taxă nu traduce insistența de a recurge la această muncă în ciuda politicilor anunțate care vizează înlocuirea străinilor cu patrioți fără loc de muncă, dar și înăsprirea măsurilor preocupate de combaterea muncii informale a străinilor din 2006, ceea ce duce, în mod paradoxal, la așezări în sectoare. a economiei pe care naționaliștii nu o doresc, cum ar fi sectorul de producție, de exemplu.
Tabel 1
În 2007, numărul deținătorilor de vize de muncă (313962) nu reflectă numărul real de lucrători străini. Estimările neoficiale care circulă în presa națională anunță un număr total de 900.000 de lucrători străini în Regat în 2006, cu excepția lucrătorilor care au rămas în țară după expirarea vizelor de muncă și de ședere. O proporție de peste jumătate de milion de refugiați irakieni din Regat se confruntă cu epuizarea resurselor lor de trai și nu au de ales decât să intre pe piața informală a muncii, fugind de înregistrarea statistică.
Aceastea figura indică cele mai importante sectoare de angajare pentru lucrătorii străini înregistrați la Ministerul Muncii iordanian și majoritatea acestor bărbați și femei sunt din Asia (Sri Lanka, India, Bangladesh, China, Vietnam etc...).
Tabel 2
Femeile care lucrează mai ales în sectorul serviciilor casnice (85% dintre femeile imigrante cu vize de muncă) sunt în cea mai mare parte din Asia de Sud și Asia de Sud-Est (Filipine, Indonezia, Sri Lanka). Mulți dintre ei lucrează informal. 73% din forța de muncă este de origine arabă, iar numărul acestora este de 222.716, sau 84% dintre bărbați, sau 71% din totalul forței de muncă oficiale străine, dintre care majoritatea sunt egipteni. Cifrele reale rămân nedezvăluite.
Lucrătorii străini, care sunt în mare măsură marginalizați în societatea iordaniană, în special cei slabi, au beneficiat recent de măsurile protecționiste impuse de organizațiile internaționale pentru a proteja lucrătorii și drepturile omului. Sectoarele muncii casnice și agriculturii sunt acoperite din 2008 de Legea muncii iordaniană, din care anterior erau excluse. După răspândirea unui scandal privind maltratarea lucrătorilor din Zonele Industriale Calificate, este necesar să se monitorizeze puțin câte puțin condițiile de muncă. În prezent, în Parlament are loc o dezbatere despre reprezentarea lucrătorilor străini în sindicate.